# Dorcadion bolivari
Dorcadion bolivari är en skalbaggsart som beskrevs av Lauffer 1898. Dorcadion bolivari ingår i släktet Dorcadion och familjen långhorningar. Inga underarter finns listade i Catalogue of Life.